# 6876 Beppeforti
6876 Beppeforti este un asteroid din centura principală, descoperit pe 5 septembrie 1994, de Andrea Boattini și Maura Tombelli.